# Srdjan Tufegdzic
Srdjan "Túfa" Tufegdzic, född 6 april 1980, är en serbisk fotbollstränare och före detta spelare. 

## Biografi
Srdjan Tufegdzic föddes i serbiska staden Krusevac där han som 17-åring debuterade i a-laget i den lokala klubben FK Napredak. Därefter spelade han för flera klubbar i Serbien innan han 2006 värvades av isländska KA Akureyri där han spelade fram till 2012 då en skada tvingade honom att lägga ner spelarkarriären. Han gick istället in som assisterande tränare i klubben. 
2015 tog han över som huvudtränare för KA och förde upp klubben till den isländska högstadivisionen. Efter två år som huvudtränare för KA ledde han Reykjaviksklubben Grindavik en säsong innan han blev assisterande tränare för Islands största klubb Valur, med vilken han var med och vann ligan 2020.
Inför säsongen 2022 värvades han som huvudtränare till svenska superettanklubben Östers IF i Växjö. Under sin första säsong förde han klubben till en tredjeplats, vilket innebar kvalspel till allsvenskan där laget föll mot Varberg BoiS.  Tufegdzic fick lämna klubben efter säsongen 2023 då Öster slutade på fjärde plats i Superettan.
I januari 2024 presenterades Tufegdzic som huvudtränare för Skövde AIK.